# Joaquín Valdés Sancho
Joaquín Valdés Sancho, alias «Jorge Villarín» (Sevilla, 1914-Madrid, 14 de febrero de 1994) fue un periodista y escritor español. 

## Biografía
Cursó el bachillerato en los colegios de los padres jesuitas de Puerto de Santa María y Villasís. Estudió la carrera de Derecho en la Universidad de Sevilla, aunque posteriormente no ejercería la abogacía, sino que se dedicó a las artes gráficas y al periodismo.
En la Segunda República presidió durante cinco años la Juventud Tradicionalista de Sevilla. En 1932 comenzó su carrera profesional como redactor jefe del semanario tradicionalista El Observador, dirigido por Manuel Fal Conde, quien había sido profesor suyo en el colegio de Villasís. Ingresó después como redactor de La Unión, diario también adherido al carlismo, donde dirigió la sección «Crónicas de Tribunales». Colaboró asimismo en El Correo de Andalucía. 
Durante la guerra civil española fue cronista de guerra en varios periódicos y fue el primer director del diario El Alcázar, que en sus inicios se publicaba en Toledo. Con el seudónimo de «Jorge Villarín» publicó «Crónicas del Frente» en los diarios ABC y ABC de Sevilla y colaboró con Francisco Narvona en varias publicaciones y libros. Cultivó también la novela y en 1938 publicó para la Biblioteca Rocío un libro romántico de amores y requetés titulado «La enfermera de Ondárroa».
Adicto al régimen de Franco, ocupó el puesto de jefe de Prensa de la Jefatura del Estado entre 1940 y 1946.
Desde 1940 perteneció a la Asociación de la Prensa. En 1944 creó la Editorial Espejo, de la que fue presidente, consejero, director y gerente durante cuarenta años. En 1947 fundó el Anuario Español del Gran Mundo.
Más tarde, en 1951, fundó la revista de crónica social Diez minutos, con el que pretendía competir con la revista ¡Hola!. Fue director de este semanario hasta que cedió el cargo a Javier Alonso Osborne. Pasó entonces a dirigir Publicaciones. En el año 1960 fundó un nuevo semanario, El Europeo. También creó las revistas Marisol, Noche y Día, Sucesos, Chiss y Luna y Sol.
Estuvo casado con Manuela Domínguez-Macaya, con la que tuvo por hijos a Milagros, Raimundo, Joaquín María y Paloma. Retirado en Marbella, le sucedió al frente de la dirección general de Diez minutos su hija Milagros Valdés Domínguez-Macaya. Falleció en 1994 en Madrid.

## Obras
- El Secretario de S. M. [biografía de Manuel Fal Conde] (Sevilla, 1935)
- Guerra en España contra el Judaísmo bolchevique (Cádiz, 1937)
- Abriles de España (Toledo, 1937), con José Manuel Miner Otamendi
- La venta de Jeromo (Toledo, 1938), con José Manuel Miner Otamendi
- La enfermera de Ondárroa (Sevilla, 1938)
- De los ángeles: siete crónicas (1938)